# Martin Seligman
Martin E. P. Seligman (* 12. srpna 1942) je americký psycholog, profesor psychologie na Pensylvánské univerzitě a 31. nejcitovanější psycholog 20. století. Proslul svou teorií naučené bezmocnosti, kterou rozvinul při pokusech vysvětlit fenomén deprese. Rozvinul dynamický koncept osobní pohody (well-being), který se nazývá také PERMA model. Je autorem řady publikací. Knihy „Naučený optimismus: Jak změnit své myšlení a život“, „Opravdové štěstí: Pozitivní psychologie v praxi“ a „Vzkvétání: Nové poznatky o podstatě štěstí a duševní pohody“ vyšly v češtině.
Seligman získal několik cen za mimořádný vědecký přínos udělovaných Americkou psychologickou asociací (APA). V roce 2009 obdržel inaugurační Wileyovu cenu Britské akademie za celoživotní přínosy psychologii. V roce 1996 byl Dr. Seligman zvolen prezidentem Americké psychologické asociace, a to největším počtem hlasů v její moderní historii.

Se svou rodinou žije nedaleko Philadelphie.
| „                 | Od nařčení, která se nezakládají na pravdě, se můžeme více či méně snadno distancovat. Mnohem hůře se však distancujeme od žalob, kterými denně častujeme sami sebe. | “ |
| — Martin Seligman | |   |

## Teorie naučené bezmocnosti
První experimenty na téma naučené bezmocnosti provedl Martin Seligman v 60. a 70. letech 20. století. Vyšel z pokusů na zvířatech, do nichž pouštěl elektrický proud. Všiml si, že zvířata, která si zvyknou, že nejsou schopna chováním a vůlí ovlivnit příchod bolestivého impulsu, propadnou apatii a demotivaci. Pokusy vysvětlit naučenou bezmocností depresi však nebyly vědeckou komunitou jednoznačně přijaty.
S odkazem na závěry výzkumu konstatoval, že živý organismus nebo skupina organismů se mohou naučit, že svým chováním nemohou ovlivnit určitý situační výsledek, a tuto svoji zkušenost zobecňují a přenáší do jiné situace. Naučenou bezmocnost spojuje s lidmi, kteří „uvízli v situacích vyvolávajících masivní úzkost“ a nabyli dojmu, že události nemohou pozitivně ovlivnit. Podle Seligmana se dá bezmocnosti naučit a přenáší se i na jiné situace než na ty, v nichž původně vznikla. Šíří se poplašnými zprávami a nápodobou.
S ohledem na tyto závěry se rozvinula řada metod, například mindfulness, kterou rozpracoval Jon Kabat-Zinn. Mindfulness mimo jiné říká, že bychom měli vnímat jedinečnost aktuální situace bez předsudků a předpojatosti.
Na teorii naučené bezmocnosti navázal Seligman svou typologií, když rozdělil lidi na externalisty a internalisty. Externalisté připisují výsledky své činnosti vnějším vlivům, internalisté vnitřním vlivům.

## Osobní pohoda (well-being)
Seligman je označován za „pionýra pozitivní psychologie“. Rozpracoval koncept osobní pohody (well-being). Jedním z pěti pilířů pozitivní psychologie jsou pozitivní emoce, společně se zaujetím, pozitivními vztahy, smysluplností a úspěšným výkonem.
Pro těchto pět prvků se používá akronym PERMA tvořený z anglických termínů:
- Positive Emotions (pozitivní emoce),
- Engagement (zaujetí),
- Relationship (pozitivní vztahy),
- Meaning (smysluplnost),
- Accomplishment (úspěšný výkon).

Tyto prvky podle Seligmana představují stavební kameny trvale spokojeného života.

## Kniha Vzkvétání
Seligman ve své poslední knize „Vzkvétání: Nové poznatky o podstatě štěstí a duševní pohody“ (česky vyšla v roce 2014 v nakladatelství Jan Melvil Publishing) přináší nové poznatky o podstatě lidského štěstí a spokojenosti. Opírá se o výzkumy a ukazuje, jak člověk může zvýšit kvalitu svého života tak, aby „vzkvétal“.
Konstatuje, že západní civilizace vnímá štěstí spíše jako „dobrou náladu“, sám ale v knize pracuje s pojmem „vzkvétání“ – prohlubování duševní pohody. I když je štěstí důležitou součástí našich životů, samo o sobě nedává smysl. Podstatná je duševní pohoda, která stojí na prožívání pozitivních emocí a na dalších čtyřech pilířích: angažovaném zaujetí, pozitivních vztazích, smysluplnosti a úspěšném výkonu (koncept PERMA).
V publikaci odpovídá na otázky, jak uplatnit pozitivní psychologii v praxi, jak může duševní pohoda pomoci zlepšit zdraví, odhaluje, jak zlepšit vztahy se svými blízkými, a vysvětluje, proč je vhodné ovládat umění pomalosti či jak prozkoumat své vlastní postoje a cíle.

## Dílo

### Česky
- Naučený optimismus: Jak změnit své myšlení a život. BETA Dobrovský, Praha 2013, ISBN 978-80-7306-534-8
- Opravdové štěstí: Pozitivní psychologie v praxi, Ikar, 2003, ISBN 80-249-0293-1
- Vzkvétání: Nové poznatky o podstatě štěstí a duševní pohody, Jan Melvil Publishing, ISBN 978-80-87270-95-0

### Anglicky
- Helplessness: On Depression, Development, and Death (1975)
- Learned Optimism: How to Change Your Mind and Your Life (1990)
- What You Can Change and What You Can't: The Complete Guide to Successful Self-Improvement (1993)
- The Optimistic Child: Proven Program to Safeguard Children from Depression & Build Lifelong Resilience (1996)
- Authentic Happiness (2002)
- Character Strengths and Virtues (2004)
- Flourish: A Visionary New Understanding of Happiness and Well-being (2011)